# 2020年スペイングランプリ
2020年スペイングランプリ（英: 2020 Spanish Grand Prix）は、2020年のF1世界選手権第6戦として、2020年8月16日にカタロニア・サーキットで開催された。
正式名称は「Formula 1 Aramco Gran Premio De España 2020」。

## レース前
新型コロナウイルス感染症の世界的流行による影響
本レースは本来5月10日に開催される予定であったが、新型コロナウイルス感染症の世界的流行により日程が見直され、新たに発表された序盤8戦の日程でシルバーストン・サーキットの2連戦（イギリスGPと70周年記念GP）の翌週に開催日が変更された。
新型コロナウイルス感染症によりイギリスGPと70周年記念GPを欠場したレーシング・ポイントのセルジオ・ペレスは、本レースの開催を控えた8月13日に再検査を受け、陰性が確認されたためチームに復帰した。
タイヤ
本レースでピレリが持ち込むドライ用タイヤのコンパウンドはハード（白）：C1、ミディアム（黄）：C2、ソフト（赤）：C3の硬めの組み合わせ。
サーキット
トラックリミット規則の厳格化を目指すFIAは、ターン2からコース上を走行せずショートカットしてアドバンテージを得たドライバーに対し、2回目で黒白旗を掲示し、それ以上の場合はスチュワードに報告される。コースのいくつかに小さな改修が行われ、ターン8の出口の縁石を延長し、ターン8とターン12のグラベルトラッブが拡大された。また、ターン12にテックプロのバリアを新たに追加し、ターン15からピットレーンの入口まで伸びる金属製のバリアが設置されている。

## エントリー
前記の通り、レーシング・ポイントはセルジオ・ペレスが新型コロナウイルス感染症から回復したため復帰した。ウィリアムズはテストドライバーのロイ・ニッサニーがジョージ・ラッセルに代わって初めてFP1を走行する。

## フリー走行
FP1（金曜午前）
ホンダはセッション開始に先立って、アルファタウリのダニール・クビアトに対し全コンポーネント（全て2基目）、ピエール・ガスリーに2基目のエナジーストア(ES)を、レッドブルのアレクサンダー・アルボンに3基目のターボチャージャー(TC)とMGU-Hを投入した。いずれも1基目のPUコンポーネントと併用するための戦略的な交換であり、年間最大基数の範囲内となっているためグリッド降格ペナルティの対象にはならない。
FP2（金曜午後）

FP3（土曜午前）

## 予選
2020年8月15日 15:00 CEST(UTC+2)

### 予選結果
| 順位                | No. | ドライバー                   | コンストラクター                   | Q1       | Q2       | Q3       | Grid |
| ------------------- | --- | ---------------------------- | ---------------------------------- | -------- | -------- | -------- | ---- |
| 1                   | 44  | ルイス・ハミルトン           | メルセデス                         | 1:16.872 | 1:16.013 | 1:15.584 | 1    |
| 2                   | 77  | バルテリ・ボッタス           | メルセデス                         | 1:17.243 | 1:16.152 | 1:15.643 | 2    |
| 3                   | 33  | マックス・フェルスタッペン   | レッドブル-ホンダ                  | 1:17.213 | 1:16.518 | 1:16.292 | 3    |
| 4                   | 11  | セルジオ・ペレス             | レーシング・ポイント-BWTメルセデス | 1:17.117 | 1:16.936 | 1:16.482 | 4    |
| 5                   | 18  | ランス・ストロール           | レーシング・ポイント-BWTメルセデス | 1:17.316 | 1:16.666 | 1:16.589 | 5    |
| 6                   | 23  | アレクサンダー・アルボン     | レッドブル-ホンダ                  | 1:17.419 | 1:17.163 | 1:17.029 | 6    |
| 7                   | 55  | カルロス・サインツ           | マクラーレン-ルノー                | 1:17.438 | 1:16.876 | 1:17.044 | 7    |
| 8                   | 4   | ランド・ノリス               | マクラーレン-ルノー                | 1:17.577 | 1:17.166 | 1:17.084 | 8    |
| 9                   | 16  | シャルル・ルクレール         | フェラーリ                         | 1:17.256 | 1:16.953 | 1:17.087 | 9    |
| 10                  | 10  | ピエール・ガスリー           | アルファタウリ-ホンダ              | 1:17.356 | 1:16.800 | 1:17.136 | 10   |
| 11                  | 5   | セバスチャン・ベッテル       | フェラーリ                         | 1:17.573 | 1:17.168 |          | 11   |
| 12                  | 26  | ダニール・クビアト           | アルファタウリ-ホンダ              | 1:17.676 | 1:17.192 |          | 12   |
| 13                  | 3   | ダニエル・リカルド           | ルノー                             | 1:17.667 | 1:17.198 |          | 13   |
| 14                  | 7   | キミ・ライコネン             | アルファロメオ-フェラーリ          | 1:17.797 | 1:17.386 |          | 14   |
| 15                  | 31  | エステバン・オコン           | ルノー                             | 1:17.765 | 1:17.567 |          | 15   |
| 16                  | 20  | ケビン・マグヌッセン         | ハース-フェラーリ                  | 1:17.908 |          |          | 16   |
| 17                  | 8   | ロマン・グロージャン         | ハース-フェラーリ                  | 1:18.089 |          |          | 17   |
| 18                  | 63  | ジョージ・ラッセル           | ウィリアムズ-メルセデス            | 1:18.099 |          |          | 18   |
| 19                  | 6   | ニコラス・ラティフィ         | ウィリアムズ-メルセデス            | 1:18.532 |          |          | 19   |
| 20                  | 99  | アントニオ・ジョヴィナッツィ | アルファロメオ-フェラーリ          | 1:18.697 |          |          | 20   |
| 107% time: 1:22.253 |     |                              |                                    |          |          |          |      |
| ソース:             |     |                              |                                    |          |          |          |      |

## 決勝
2020年8月16日 15:10 CEST(UTC+2)

### レース結果
| 順位    | No. | ドライバー                   | コンストラクター                   | 周回数 | タイム/リタイア原因 | Grid | Pts.  |
| ------- | --- | ---------------------------- | ---------------------------------- | ------ | ------------------- | ---- | ----- |
| 1       | 44  | ルイス・ハミルトン           | メルセデス                         | 66     | 1:31:45.279         | 1    | 25    |
| 2       | 33  | マックス・フェルスタッペン   | レッドブル-ホンダ                  | 66     | +24.177             | 3    | 18    |
| 3       | 77  | バルテリ・ボッタス           | メルセデス                         | 66     | +44.752             | 2    | 16 FL |
| 4       | 18  | ランス・ストロール           | レーシング・ポイント-BWTメルセデス | 65     | +1 Lap              | 5    | 12    |
| 5       | 11  | セルジオ・ペレス             | レーシング・ポイント-BWTメルセデス | 65     | +1 Lap 1            | 4    | 10    |
| 6       | 55  | カルロス・サインツ           | マクラーレン-ルノー                | 65     | +1 Lap              | 7    | 8     |
| 7       | 5   | セバスチャン・ベッテル       | フェラーリ                         | 65     | +1 Lap              | 11   | 6     |
| 8       | 23  | アレクサンダー・アルボン     | レッドブル-ホンダ                  | 65     | +1 Lap              | 6    | 4     |
| 9       | 10  | ピエール・ガスリー           | アルファタウリ-ホンダ              | 65     | +1 Lap              | 10   | 2     |
| 10      | 4   | ランド・ノリス               | マクラーレン-ルノー                | 65     | +1 Lap              | 8    | 1     |
| 11      | 3   | ダニエル・リカルド           | ルノー                             | 65     | +1 Lap              | 12   |       |
| 12      | 26  | ダニール・クビアト           | アルファタウリ-ホンダ              | 65     | +1 Lap 2            | 12   |       |
| 13      | 31  | エステバン・オコン           | ルノー                             | 65     | +1 Lap              | 15   |       |
| 14      | 7   | キミ・ライコネン             | アルファロメオ-フェラーリ          | 65     | +1 Lap              | 14   |       |
| 15      | 20  | ケビン・マグヌッセン         | ハース-フェラーリ                  | 65     | +1 Lap              | 16   |       |
| 16      | 99  | アントニオ・ジョヴィナッツィ | アルファロメオ-フェラーリ          | 65     | +1 Lap              | 20   |       |
| 17      | 63  | ジョージ・ラッセル           | ウィリアムズ-メルセデス            | 65     | +1 Lap              | 18   |       |
| 18      | 6   | ニコラス・ラティフィ         | ウィリアムズ-メルセデス            | 64     | +2 Laps             | 19   |       |
| 19      | 8   | ロマン・グロージャン         | ハース-フェラーリ                  | 64     | +2 Laps             | 17   |       |
| Ret     | 16  | シャルル・ルクレール         | フェラーリ                         | 38     | 電気系統            | 9    |       |
| ソース: |     |                              |                                    |        |                     |      |       |

追記
- ^FL - ファステストラップの1点を含む
- ^1 - ペレスは青旗無視のため5秒ペナルティとペナルティポイント1点（合計1点）が科せられたが、5秒ペナルティをピットインで消化しなかったため、レースタイムに5秒加算され、4位から5位に降格した[15]
- ^2 - クビアトは青旗無視のため5秒ペナルティとペナルティポイント1点（合計4点）が科せられたが、5秒ペナルティをピットインで消化しなかったため、レースタイムに5秒加算された（順位変動なし）[16][17]

優勝者ルイス・ハミルトンの平均速度
200.821 km/h (124.784 mph)
ファステストラップ
- バルテリ・ボッタス - 1:18.183 (66周目)

ラップリーダー
太字は最多ラップリーダー
- ルイス・ハミルトン - 66周 (全周回)

## 第6戦終了時点のランキング
|         | 順位 | ドライバー                 | ポイント |
| ------- | ---- | -------------------------- | -------- |
|         | 1    | ルイス・ハミルトン         | 132      |
|         | 2    | マックス・フェルスタッペン | 95       |
|         | 3    | バルテリ・ボッタス         | 89       |
|         | 4    | シャルル・ルクレール       | 45       |
| 2       | 5    | ランス・ストロール         | 40       |
| ソース: |      |                            |          |

|         | 順位 | コンストラクター                   | ポイント |
| ------- | ---- | ---------------------------------- | -------- |
|         | 1    | メルセデス                         | 221      |
|         | 2    | レッドブル-ホンダ                  | 135      |
| 2       | 3    | レーシング・ポイント-BWTメルセデス | 63       |
|         | 4    | マクラーレン-ルノー                | 62       |
| 2       | 5    | フェラーリ                         | 61       |
| ソース: |      |                                    |          |

- 注：ドライバー、コンストラクター共にトップ5のみ表示。